# Body Love (Album)
Body Love ist das siebte Musikalbum des deutschen Musikers Klaus Schulze, welches im Jahr 1976 aufgenommen und im Februar 1977 veröffentlicht wurde.
Das Album ist der offizielle Soundtrack zum gleichnamigen Pornofilm von Lasse Braun. Beim Schnitt des Films bemerkte Braun, dass die Darsteller sich im Rhythmus des während des Drehs gespielten Albums Moondawn von Klaus Schulze bewegten. Er beauftragte daraufhin Schulze, den Soundtrack für den Film zu komponieren und die gleichen Rhythmen wie im Vorgängeralbum Moondawn zu verwenden. Wie auch schon dort arbeitete Klaus Schulze wieder mit Harald Großkopf als Schlagzeuger zusammen.
Das Originalcover war ursprünglich ein Bild einer Filmszene, in der drei entblößte, weibliche Darstellerinnen zu sehen sind. Aus Exportgründen wurde dieses Cover für spätere Veröffentlichungen nicht mehr verwendet und durch eine neutralere, in schwarz-weiß gehaltene Zeichnung ersetzt. Der Soundtrack ist sehr gefragt und wird heute noch produziert.

## Titelliste
- Geschrieben und arrangiert von Klaus Schulze

1. Stardancer – 13:18
2. Blanche – 11:44
3. P: T: O: – 27:25
4. Lasse Braun – 22:26

Bei der Wiederveröffentlichung des Albums 2005 wurde Lasse Braun als Bonustitel beigefügt. Klaus Schulze benannte das zweite Stück Blanche nach seiner damaligen Freundin.
| Professionelle Bewertung | Professionelle Bewertung |
| ------------------------ | ------------------------ |
| Quelle                   | Bewertung                |
| Allmusic                 | [ 2 ]                    |

## Besetzung
- Klaus Schulze – Synthesizer, Keyboards
- Harald Großkopf – Schlagzeug, Perkussion

## Produktion
- Produktion von Klaus Schulze